# Sadjemjärvi
Sadjemjärvi är en sjö i Gällivare kommun i Lappland och ingår i Kalixälvens huvudavrinningsområde. Sjön har en area på 0,223 kvadratkilometer och ligger 316,6 meter över havet.

## Delavrinningsområde
Sadjemjärvi ingår i det delavrinningsområde (744078-173496) som SMHI kallar för Utloppet av Sadjemjärvi. Medelhöjden är 319 meter över havet och ytan är 1,23 kvadratkilometer. Det finns inga avrinningsområden uppströms utan avrinningsområdet är högsta punkten. Vattendraget som avvattnar avrinningsområdet har biflödesordning 5, vilket innebär att vattnet flödar genom totalt 5 vattendrag innan det når havet efter 197 kilometer. Avrinningsområdet består mestadels av skog (66 procent) och sankmarker (16 procent). Avrinningsområdet har 0,22 kvadratkilometer vattenytor vilket ger det en sjöprocent på 17,6 procent.